# Diademrödstjärt
Diademrödstjärt (Phoenicurus moussieri) är en nordafrikansk tätting i familjen flugsnappare. Den förekommer i Nordafrika, med enstaka fynd i Europa, bland annat i Wales. Beståndet anses vara livskraftigt.

## Utseende och läten
Diademrödstjärten är en liten (12-13 centimeter), kortstjärtad och kortvingad rödstjärt. Den sitter ofta öppet, knycker med vingarna och darrar konstant med sin roströda stjärt. I vanor och vistelseort är den ett mellanting mellan en rödstjärt och en buskskvätta.
Hanen har helt roströd undersida och övergump, på ovansidan svart utom ett vitt diadem på huvudet och en stor vit vingfläck. Honan är mer lik rödstjärtshonan, men har kortare stjärt, mer orange på undersidan och ljusare på vingen där hanens vita vingfläck är.
Sången är närmast järnsparvslik: fin och oregelbunden två till fem sekunder lång strof med inflikade locklätet tjirr. Ett annat lockläte är mer en tunn vissling: hit.

## Utbredning och systematik
Diademrödstjärten är huvudsakligen stannfågel på platåer i södra Marocko, norra Algeriet och norra Tunisien. Den är en mycket sällsynt gäst i Europa med ett tiotal fynd i Spanien, men också i Italien, Portugal, Grekland, på Malta och 24 april 1988 i Pembrokes, Wales, Storbritannien.

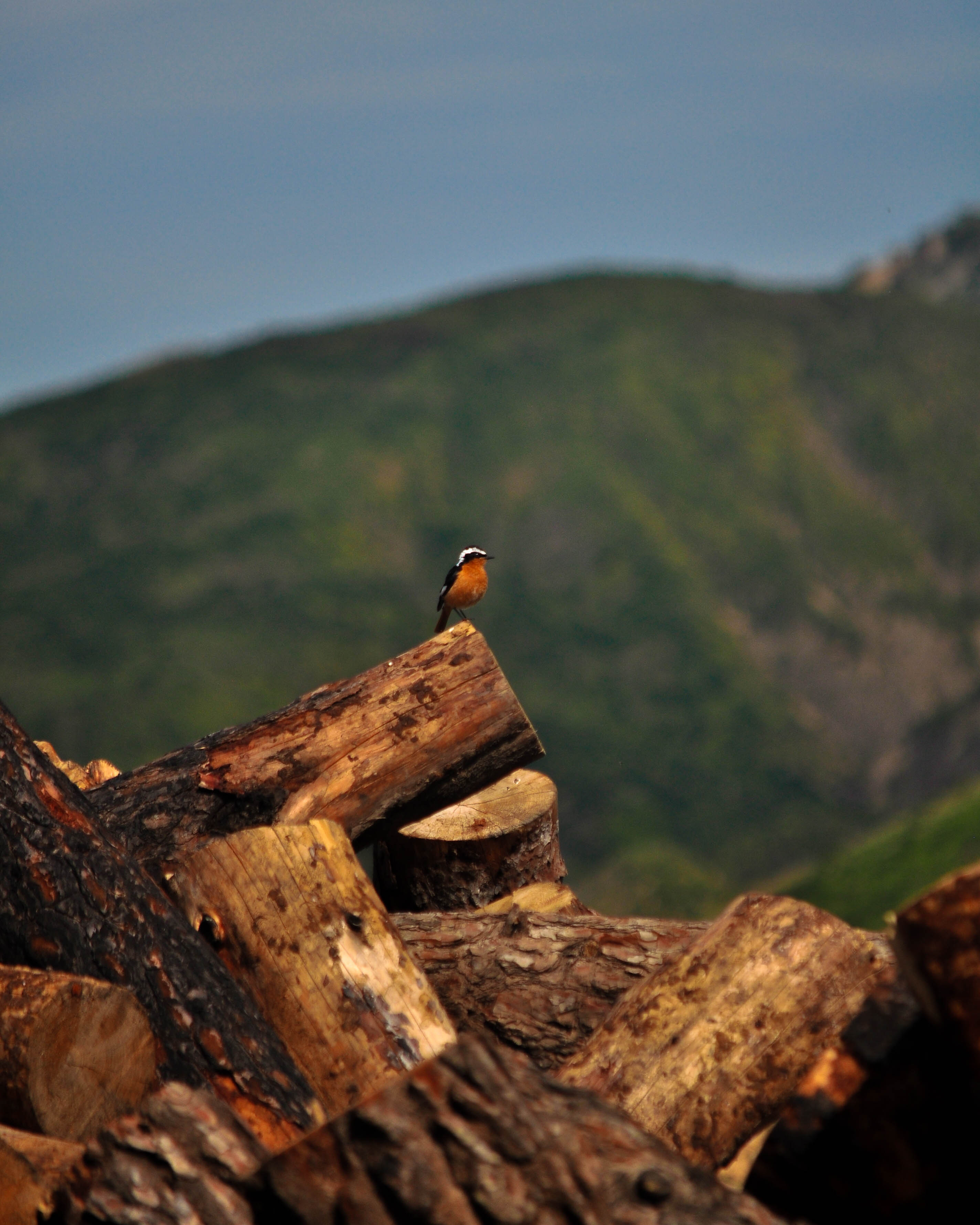
Hane fotograferad i Algeriet.

### Släktskap
DNA-studier visar att diademrödstjärtens närmaste släkting är rödstjärten (Phoenicurus phoenicurus). Tillsammans med svart rödstjärt (P. ochruros) bildar de en klad bland rödstjärtarna närmast de huvudsakligen asiatiska arterna kinesisk rödstjärt, bergrödstjärt och svartryggig rödstjärt.

### Familjetillhörighet
Rödstjärtarna ansågs fram tills nyligen liksom bland andra stenskvättor, stentrastar och buskskvättor vara små trastar. DNA-studier visar dock att de är marklevande flugsnappare (Muscicapidae) och förs därför numera till den familjen.

## Ekologi
Diademrödstjärten trivs i öppet landskap med spridda träd, dungar och buskar, gärna i bergssluttningar men också utmed kusten eller i trädgårdar. Den äter huvudsakligen insekter som den antingen fångar i luften likt flugsnappare eller tar dem från marken. Mer sällsynt intar de även bär. Boet byggs i en buske eller på marken, vari honan lägger tre till sex ägg.

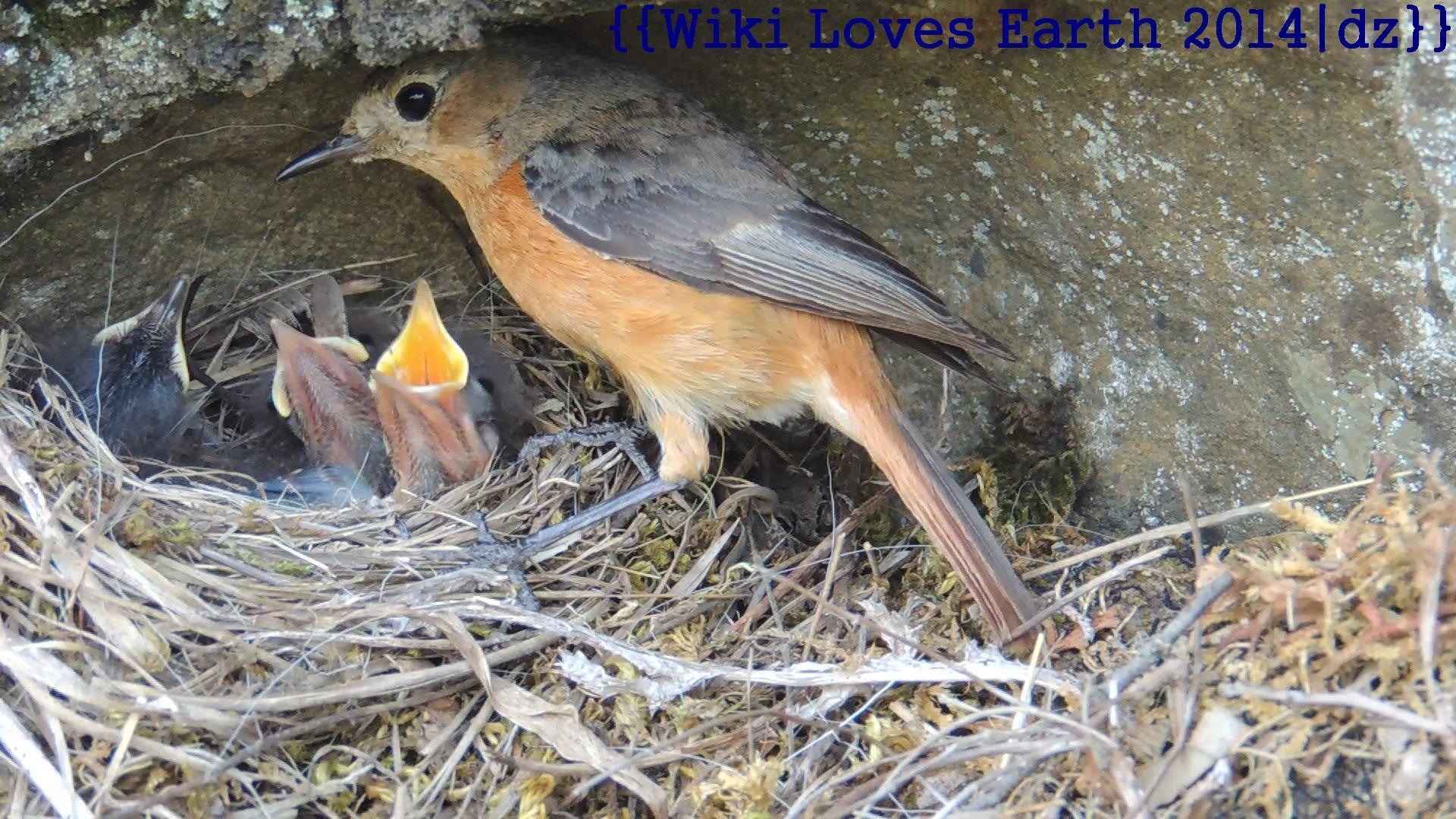
Hona vid bo i Algeriet.

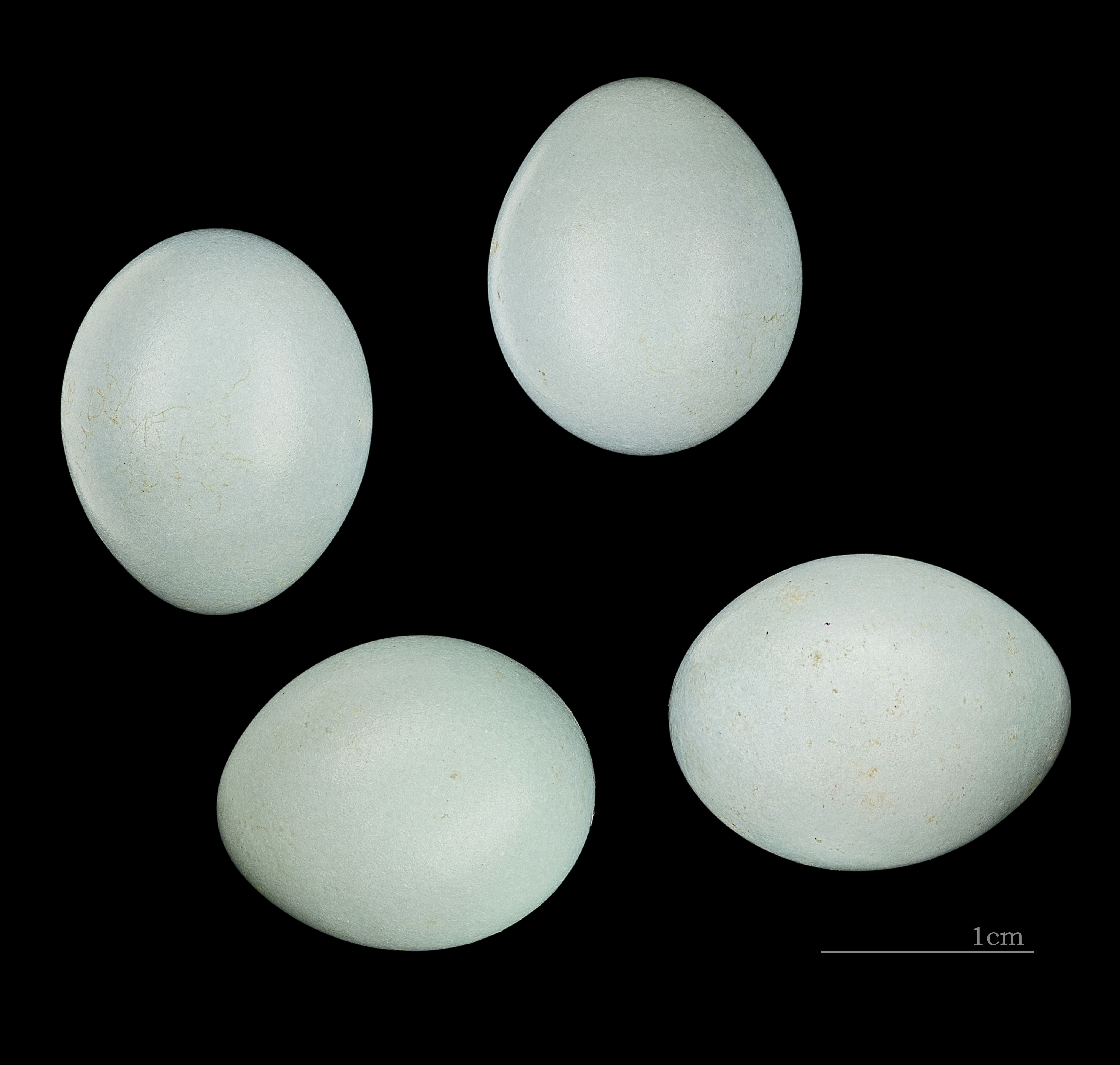
Diademrödstjärtens ägg.

## Status och hot
Arten har ett stort utbredningsområde och en stabil populationsutveckling. Utifrån dessa kriterier kategoriserar internationella naturvårdsunionen IUCN arten som livskraftig (LC). Världspopulationen har inte uppskattats, men den beskrivs som vanlig.

## Namn
Fågelns vetenskapliga artnamn hedrar Jean Moussier (1795-1852?), generalläkare i franska armén och med i Främlingslegionen i Algeriet men också naturforskare och samlare av specimen.